# Іван Бльох
Іван Бльох, також Бліох, Ян Ґотліб (Богумил) Бльох, пол. Jan Gotlib Bloch, рос. Иван Станиславович Блиох, також рос. Блох, нім. Johann von Bloch, фр. Jean de Bloch ((24 червня 1836, Радом — 25 грудня 1901, Варшава) — 1901, там само) — польський і російський банкір єврейського походження, залізничний магнат в Російській імперії, меценат, науковець, миротворець.
Іван Бльох був першим головою правління товариства Південно-Західних залізниць (1878—1881). Купив і модернізував цукровий завод «Житин» на Волині.
З 1897 Бльох брав участь в роботі Єврейського колонізаційного товариства в Росії і щедро його субсидував.